# Brazília az 1980. évi nyári olimpiai játékokon
Brazília a szovjetunióbeli Moszkvában megrendezett 1980. évi nyári olimpiai játékok egyik részt vevő nemzete volt. Az országot az olimpián 14 sportágban 106 sportoló képviselte, akik összesen 4 érmet szereztek.

## Érmesek
| Érem  | Versenyző                                                 | Sportág    | Versenyszám                |
| ----- | --------------------------------------------------------- | ---------- | -------------------------- |
| Arany | Eduardo Penido Marcos Soares                              | Vitorlázás | 470-es osztály             |
| Arany | Alexander Welter Lars Sigurd Bjorkstrom                   | Vitorlázás | Tornádó                    |
| Bronz | João Carlos de Oliveira                                   | Atlétika   | Férfi hármasugrás          |
| Bronz | Jorge Fernandes Marcus Mattioli Cyro Delgado Djan Madruga | Úszás      | Férfi 4 × 200 m gyorsváltó |

## Atlétika
Férfi
| Versenyző                                                                    | Versenyszám     | Előfutam | Előfutam | Előfutam | Negyeddöntő | Negyeddöntő | Negyeddöntő | Elődöntő | Elődöntő | Elődöntő | Döntő   | Döntő    |
| Versenyző                                                                    | Versenyszám     | Idő      | Hely.    | Össz.    | Idő         | Hely.       | Össz.       | Idő      | Hely.    | Össz.    | Idő     | Helyezés |
| ---------------------------------------------------------------------------- | --------------- | -------- | -------- | -------- | ----------- | ----------- | ----------- | -------- | -------- | -------- | ------- | -------- |
| Nelson dos Santos                                                            | 100 m           | 10,51    | 3.       | 20.*     | 10,45       | 7.          | 23.*        | kiesett  | kiesett  | kiesett  | kiesett | kiesett  |
| Katsuhiko Nakaya                                                             | 100 m           | 10,72    | 3.       | 37.      | 10,70       | 8.          | 31.         | kiesett  | kiesett  | kiesett  | kiesett | kiesett  |
| Milton de Castro                                                             | 100 m           | 10,74    | 5.       | 39.*     | kiesett     | kiesett     | kiesett     | kiesett  | kiesett  | kiesett  | kiesett | kiesett  |
| Paulo Roberto Correia                                                        | 200 m           | 21,27    | 3.       | 11.      | 21,01       | 6.          | 15.*        | kiesett  | kiesett  | kiesett  | kiesett | kiesett  |
| Altevir de Araújo Filho                                                      | 200 m           | 21,49    | 4.       | 20.*     | 21,22       | 7.          | 22.*        | kiesett  | kiesett  | kiesett  | kiesett | kiesett  |
| Geraldo José Pegado                                                          | 400 m           | 48,71    | 6.       | 38.      | kiesett     | kiesett     | kiesett     | kiesett  | kiesett  | kiesett  | kiesett | kiesett  |
| Agberto Guimarães                                                            | 800 m           | 1:48,14  | 3.       | 7.       |             |             |             | 1:46,86  | 3.       | 5.*      | 1:46,20 | 4.       |
| Antônio Ferreira                                                             | 400 m gát       | 50,14    | 2.       | 3.       |             |             |             | 52,31    | 7.       | 15.      | kiesett | kiesett  |
| Milton de Castro Nelson dos Santos Katsuhiko Nakaya Altevir de Araújo Filho  | 4 × 400 m váltó | 39,48    | 4.*      | 7.*      |             |             |             |          |          |          | 39,54   | 8.       |
| Paulo Roberto Correia Antônio Ferreira Agberto Guimarães Geraldo José Pegado | 4 × 400 m váltó | 3:04,9   | 2.       | 6.       |             |             |             |          |          |          | 3:05,9  | 5.       |

| Versenyző               | Versenyszám | Selejtező | Selejtező | Döntő    | Döntő    |
| Versenyző               | Versenyszám | Eredmény  | Helyezés  | Eredmény | Helyezés |
| ----------------------- | ----------- | --------- | --------- | -------- | -------- |
| Cláudio Freire          | Magasugrás  | 205 cm    | 29.       | kiesett  | kiesett  |
| João Carlos de Oliveira | Távolugrás  | 778 cm    | 12.       | kiesett  | kiesett  |
| João Carlos de Oliveira | Hármasugrás | 16,62 m   | 5.        | 17,22 m  |          |

Női
| Versenyző          | Versenyszám | 100 m gát | 100 m gát | Súlylökés | Súlylökés | Magasugrás | Magasugrás | Távolugrás | Távolugrás | 800 m  | 800 m | Végeredmény | Végeredmény |
| Versenyző          | Versenyszám | Idő       | Pont      | Eredmény  | Pont      | Eredmény   | Pont       | Eredmény   | Pont       | Idő    | Pont  | Pont        | Helyezés    |
| ------------------ | ----------- | --------- | --------- | --------- | --------- | ---------- | ---------- | ---------- | ---------- | ------ | ----- | ----------- | ----------- |
| Conceição Geremias | Ötpróba     | 14,33     | 825       | 13,16 m   | 789       | 171 cm     | 945        | 597 cm     | 900        | 2:18,9 | 804   | 4263        | 14.         |

* - egy másik versenyzővel azonos eredményt ért el

## Cselgáncs
| Versenyző            | Versenyszám  | Csoport | 32-es főtábla                 | Nyolcaddöntő                           | Negyeddöntő               | Elődöntő              | Vigaszág negyeddöntő | Vigaszág elődöntő | Bronz- mérkőzés         | Döntő             | Helyezés |
| Versenyző            | Versenyszám  | Csoport | Ellenfél Eredmény             | Ellenfél Eredmény                      | Ellenfél Eredmény         | Ellenfél Eredmény     | Ellenfél Eredmény    | Ellenfél Eredmény | Ellenfél Eredmény       | Ellenfél Eredmény | Helyezés |
| -------------------- | ------------ | ------- | ----------------------------- | -------------------------------------- | ------------------------- | --------------------- | -------------------- | ----------------- | ----------------------- | ----------------- | -------- |
| Luiz Shinohara       | Légsúly      | A       | Boubacar Sow (SEN) · GY       | Kincses Tibor (HUN) · V                | kiesett                   | kiesett               |                      |                   |                         |                   | 13.      |
| Luiz Onmura          | Harmatsúly   | B       | Constantin Niculae (ROU) · GY | Wolfgang Biedron (SWE) · V             | kiesett                   | kiesett               |                      |                   |                         |                   | 13.      |
| Anelson Vieira       | Könnyűsúly   | A       | Edward Alkśnin (POL) · V      | kiesett                                | kiesett                   | kiesett               |                      |                   |                         |                   | 19.      |
| Carlos Alberto Cunha | Váltósúly    | B       | Michel Grant (SWE) · GY       | Thomas Hagmann (SUI) · GY              | Mircea Frăţică (ROU) · V  | kiesett               |                      |                   |                         |                   | 10.      |
| Wálter Carmona       | Középsúly    | B       | Kiss Endre (HUN) · GY         | Akilong Diabone (SEN) · GY             | Mihalache Toma (ROU) · GY | Isaac Azcuy (CUB) · V |                      |                   | Detlef Ultsch (GDR) · V |                   | 5.       |
| Luiz Moura           | Félnehézsúly | B       | Cancso Atanaszov (BUL) · GY   | Jean-Luc Rougé (FRA) · V               | kiesett                   | kiesett               |                      |                   |                         |                   | 13.      |
| Osvaldo Simões Filho | Nehézsúly    | B       | erőnyerő                      | Kim Mjonggju (Kim Myong-Gyu) (PRK) · V | kiesett                   | kiesett               |                      |                   |                         |                   | 10.      |
| Wálter Carmona       | Nyílt        | A       | Jaakko Saari (FIN) · GY       | Dimitar Zaprjanov (BUL) · V            | kiesett                   | kiesett               |                      |                   |                         |                   | 10.      |

## Evezés
Férfi
| Versenyző                                                                          | Versenyszám      | Előfutam | Előfutam | Vigaszág | Vigaszág | Elődöntő | Elődöntő | Döntő | Döntő   | Döntő | Helyezés |
| Versenyző                                                                          | Versenyszám      | Idő      | Hely.    | Idő      | Hely.    | Idő      | Hely.    | Típus | Idő     | Hely. | Helyezés |
| ---------------------------------------------------------------------------------- | ---------------- | -------- | -------- | -------- | -------- | -------- | -------- | ----- | ------- | ----- | -------- |
| Paulo César Dworakowski                                                            | Egypárevezős     | 8:01,38  | 3.       | erőnyerő | erőnyerő | 7:39,28  | 6.       | B     | 7:32,00 | 6.    | 12.      |
| José Cláudio Lazzarotto Ronaldo de Carvalho Ricardo de Carvalho Waldemar Trombetta | Négypárevezős    | 6:25,84  | 5.       | 6:11,96  | 4.       |          |          | B     | 6:06,58 | 5.    | 11.      |
| Laildo Machado Wandir Kuntze Walter Soares Henrique Johann Manuel Mandel           | Kormányos négyes | 6:59,98  | 5.       | 6:37,07  | 3.       |          |          | B     | 6:33,29 | 2.    | 8.       |

## Íjászat
| Versenyző            | Versenyszám  | 1. forduló | 1. forduló | 2. forduló | 2. forduló | Összesítés | Összesítés |
| Versenyző            | Versenyszám  | Pont       | Hely.      | Pont       | Hely.      | Pont       | Helyezés   |
| -------------------- | ------------ | ---------- | ---------- | ---------- | ---------- | ---------- | ---------- |
| Emilio Dutra e Mello | Férfi egyéni | 1139       | 28.        | 1125       | 27.        | 2264       | 27.        |
| Zélia Arci           | Női egyéni   | 1084       | 25.        | 1102       | 24.        | 2186       | 26.        |

## Kerékpározás

### Országúti kerékpározás
Férfi
| Versenyző           | Versenyszám   | Idő           | Helyezés      |
| ------------------- | ------------- | ------------- | ------------- |
| Gilson Alvaristo    | Mezőnyverseny | nem ért célba | nem ért célba |
| José Carlos de Lima | Mezőnyverseny | nem ért célba | nem ért célba |
| Fernando Louro      | Mezőnyverseny | nem ért célba | nem ért célba |
| Davis Pereira       | Mezőnyverseny | nem ért célba | nem ért célba |

### Pálya-kerékpározás
Sprintverseny
| Versenyző    | Versenyszám  | 1. forduló                            | 1. forduló | Vigaszág               | Vigaszág   | Döntő                  | Döntő   | 2. forduló           | 2. forduló | Vigaszág             | Vigaszág | Nyolcaddöntő           | Nyolcaddöntő | Vigaszág               | Vigaszág | Döntő                | Döntő   | Negyeddöntő          | 5–8. helyért           | 5–8. helyért | Elődöntő             | Döntő                | Helyezés    |
| Versenyző    | Versenyszám  | Ellenfelek Győztes idő                | Hely       | Ellenfelek Győztes idő | Hely       | Ellenfelek Győztes idő | Hely    | Ellenfél Győztes idő | Hely       | Ellenfél Győztes idő | Hely     | Ellenfelek Győztes idő | Hely         | Ellenfelek Győztes idő | Hely     | Ellenfél Győztes idő | Hely    | Ellenfél Győztes idő | Ellenfelek Győztes idő | Hely         | Ellenfél Győztes idő | Ellenfél Győztes idő | Helyezés    |
| ------------ | ------------ | ------------------------------------- | ---------- | ---------------------- | ---------- | ---------------------- | ------- | -------------------- | ---------- | -------------------- | -------- | ---------------------- | ------------ | ---------------------- | -------- | -------------------- | ------- | -------------------- | ---------------------- | ------------ | -------------------- | -------------------- | ----------- |
| Hans Fischer | Férfi egyéni | Benedykt Kocot (POL) · verseny nélkül | 2.         | nem indult             | nem indult | kiesett                | kiesett | kiesett              | kiesett    | kiesett              | kiesett  | kiesett                | kiesett      | kiesett                | kiesett  | kiesett              | kiesett | kiesett              | kiesett                | kiesett      | kiesett              | kiesett              | helyezetlen |

Időfutam
| Név          | Versenyszám  | Idő      | Helyezés |
| ------------ | ------------ | -------- | -------- |
| Hans Fischer | Férfi egyéni | 1:10,801 | 15.      |

Üldözőversenyek
| Versenyző                                                         | Versenyszám  | Selejtező | Selejtező | Negyeddöntő  | Negyeddöntő | Elődöntő     | Elődöntő  | Döntő        | Döntő     | Helyezés |
| Versenyző                                                         | Versenyszám  | Idő       | Hely.     | Ellenfél Idő | Saját idő   | Ellenfél Idő | Saját idő | Ellenfél Idő | Saját idő | Helyezés |
| ----------------------------------------------------------------- | ------------ | --------- | --------- | ------------ | ----------- | ------------ | --------- | ------------ | --------- | -------- |
| Antônio Silvestre                                                 | Férfi egyéni | 4:54,52   | 13.       | kiesett      | kiesett     | kiesett      | kiesett   | kiesett      | kiesett   | kiesett  |
| Hans Fischer José Carlos de Lima Fernando Louro Antônio Silvestre | Férfi csapat | 4:32,34   | 11.       | kiesett      | kiesett     | kiesett      | kiesett   | kiesett      | kiesett   | kiesett  |

## Kosárlabda

### Férfi
| Brazil férfi kosárlabdacsapat-játékoskeret                                                                                                   | Brazil férfi kosárlabdacsapat-játékoskeret                                                                                            |
| --- | --- |
| - André Ernesto Stoffel - Luiz Gustavo de Lage - José Carlos Santos Saiani - Milton Setrini - Wagner Machado da Silva - Marcos Abdalla Leite | - Gilson Trindade de Jesus - Marcel Ramon de Souza - Adilson de Nascimento - Marcelo Vido - Oscar Schmidt - Ricardo Cardoso Guimarães |

#### Eredmények
Csoportkör
A csoport
| Csapat              | M | Gy | V | P+  | P–  | Pk   |
| ------------------- | - | -- | - | --- | --- | ---- |
| Szovjetunió (URS)   | 3 | 3  | 0 | 321 | 235 | +86  |
| Brazília (BRA)      | 3 | 2  | 1 | 297 | 235 | +62  |
| Csehszlovákia (TCH) | 3 | 1  | 2 | 285 | 236 | +49  |
| India (IND)         | 3 | 0  | 3 | 194 | 391 | –197 |

| 1980. július 20. | Brazília (BRA) | 72–70 | Csehszlovákia (TCH) |  |
| 1980. július 20. | (46–37)        |       |                     |  |

| 1980. július 21. | Szovjetunió (URS) | 101–88 | Brazília (BRA) |  |
| 1980. július 21. | (48–42)           |        |                |  |

| 1980. július 23. | Brazília (BRA) | 137–64 | India (IND) |  |
| 1980. július 23. | (65–28)        |        |             |  |

Középdöntő
- A táblázat tartalmazza
  - az A csoportban lejátszott Szovjetunió–Brazília 101–88-as,
  - a B csoportban lejátszott Jugoszlávia–Spanyolország 95–91-es,
  - a C csoportban lejátszott Olaszország–Kuba 79–72-es eredményét is.

| Csapat              | M | Gy | V | P+  | P–  | Pk  |
| ------------------- | - | -- | - | --- | --- | --- |
| Jugoszlávia (YUG)   | 5 | 5  | 0 | 506 | 442 | +64 |
| Olaszország (ITA)   | 5 | 3  | 2 | 419 | 438 | –19 |
| Szovjetunió (URS)   | 5 | 3  | 2 | 505 | 468 | +37 |
| Spanyolország (ESP) | 5 | 2  | 3 | 488 | 485 | +3  |
| Brazília (BRA)      | 5 | 2  | 3 | 448 | 477 | –29 |
| Kuba (CUB)          | 5 | 0  | 5 | 434 | 490 | –56 |

| 1980. július 25. | Brazília (BRA) | 94–93 | Kuba (CUB) |  |
| 1980. július 25. | (55–55)        |       |            |  |

| 1980. július 26. | Spanyolország (ESP) | 110–81 | Brazília (BRA) |  |
| 1980. július 26. | (52–34)             |        |                |  |

| 1980. július 27. | Brazília (BRA) | 90–77 | Olaszország (ITA) |  |
| 1980. július 27. | (34–39)        |       |                   |  |

| 1980. július 29. | Jugoszlávia (YUG) | 96–95 | Brazília (BRA) |  |
| 1980. július 29. | (47–49)           |       |                |  |

## Műugrás
Férfi
| Versenyző    | Versenyszám        | Selejtező | Selejtező | Döntő   | Döntő    |
| Versenyző    | Versenyszám        | Pont      | Helyezés  | Pont    | Helyezés |
| ------------ | ------------------ | --------- | --------- | ------- | -------- |
| Milton Braga | Egyéni műugrás     | 451,170   | 22.       | kiesett | kiesett  |
| Milton Braga | Egyéni toronyugrás | 373,060   | 20.       | kiesett | kiesett  |

## Ökölvívás
| Versenyző          | Versenyszám   | Selejtező         | 32-es főtábla             | Nyolcaddöntő              | Negyeddöntő                      | Elődöntő          | Döntő             | Helyezés |
| Versenyző          | Versenyszám   | Ellenfél Eredmény | Ellenfél Eredmény         | Ellenfél Eredmény         | Ellenfél Eredmény                | Ellenfél Eredmény | Ellenfél Eredmény | Helyezés |
| ------------------ | ------------- | ----------------- | ------------------------- | ------------------------- | -------------------------------- | ----------------- | ----------------- | -------- |
| Sidnei dal Rovere  | Pehelysúly    | erőnyerő          | Narendra Poma (NEP) · RSC | Leoul Neeraio (ETH) · 5:0 | Krzysztof Kosedowski (POL) · 0:5 | kiesett           | kiesett           | 5.       |
| Jaime Sodré        | Kisváltósúly  |                   | Tony Willis (GBR) · 0:5   | kiesett                   | kiesett                          | kiesett           | kiesett           | 17.      |
| Francisco de Jesus | Nagyváltósúly |                   | Mbemba Camara (GUI) · 5:0 | Leo Vainonen (SWE) · 5:0  | Armando Martínez (CUB) · 0:5     | kiesett           | kiesett           | 5.       |
| Carlos Fonseca     | Középsúly     |                   | erőnyerő                  | Mark Kaylor (GBR) · 1:4   | kiesett                          | kiesett           | kiesett           | 9.       |

RSC – a mérkőzésvezető megállította a mérkőzést

## Röplabda

### Férfi
| Brazil férfi röplabdacsapat-játékoskeret                                                                                        | Brazil férfi röplabdacsapat-játékoskeret                                                                                  |
| --- | --- |
| - João Alves Granjeiro - Mario Xando Oliveira Neto - Antonio Gueiros - José Montanaro - Antonio Carlos Moreno - Renan Dal Zotto | - William Carvalho Silva - Amauri Ribeiro - Bernardo Rocha Rezende - Jean Luc Rosat - Deraldo Wanderley - Bernard Rajzman |

#### Eredmények
Csoportkör
B csoport
|                     |      | Mérkőzések | Mérkőzések | Szettek | Szettek | Szettek | Pontok | Pontok | Pontok |
| Csapat              | Pont | Gy         | V          | Sz+     | Sz–     | SzA     | P+     | P–     | PA     |
| ------------------- | ---- | ---------- | ---------- | ------- | ------- | ------- | ------ | ------ | ------ |
| Lengyelország (POL) | 7    | 3          | 1          | 11      | 5       | 2,200   | 221    | 172    | 1,285  |
| Románia (ROU)       | 7    | 3          | 1          | 10      | 5       | 2,000   | 215    | 138    | 1,558  |
| Brazília (BRA)      | 6    | 2          | 2          | 9       | 8       | 1,125   | 215    | 196    | 1,097  |
| Jugoszlávia (YUG)   | 6    | 2          | 2          | 8       | 8       | 1,000   | 189    | 177    | 1,068  |
| Líbia (LBA)         | 4    | 0          | 4          | 0       | 12      | 0,000   | 23     | 180    | 0,128  |

| 1980. július 22. 17:30 | Jugoszlávia (YUG)                 | 3–2 | Brazília (BRA) |  |
| 1980. július 22. 17:30 | (8–15, 15–12, 10–15, 15–4, 15–12) |     |                |  |

| 1980. július 24. 17:30 | Románia (ROU)              | 3–1 | Brazília (BRA) |  |
| 1980. július 24. 17:30 | (13–15, 15–4, 15–12, 15–3) |     |                |  |

| 1980. július 26. 17:30 | Brazília (BRA)     | 3–0 | Líbia (LBA) |  |
| 1980. július 26. 17:30 | (15–1, 15–2, 15–6) |     |             |  |

| 1980. július 28. 17:30 | Brazília (BRA)                     | 3–2 | Lengyelország (POL) |  |
| 1980. július 28. 17:30 | (13–15, 18–20, 17–15, 15–11, 15–5) |     |                     |  |

Az 5–8. helyért
| 1980. július 31. 17:30 | Brazília (BRA)       | 3–0 | Csehszlovákia (TCH) |  |
| 1980. július 31. 17:30 | (16–14, 15–11, 15–9) |     |                     |  |

Az 5. helyért
| 1980. július 31. 20:20 | Brazília (BRA)                   | 3–2 | Jugoszlávia (YUG) |  |
| 1980. július 31. 20:20 | (14–16, 15–9, 8–15, 15–10, 15–8) |     |                   |  |

| Csapat         | Helyezés |
| -------------- | -------- |
| Brazília (BRA) | 5.       |

### Női
| Brazil női röplabdacsapat-játékoskeret | Brazil női röplabdacsapat-játékoskeret                                                                                              |
| --- | --- |
| - Denise Porto Mattioli - Ivonette Das Neves - Lenice Peluso Oliveira - Regina Vilela Santos - Fernanda Emerick Silva - Paula Rodrigues Mello | - Maria Isabel Alencar - Eliana Maria Aleixo - Maria Castanheira - Jacqueline Cruz Silva - Vera Helena Mossa - Rita Cassia Teixeira |

#### Eredmények
Csoportkör
B csoport
|                    |      | Mérkőzések | Mérkőzések | Szettek | Szettek | Szettek | Pontok | Pontok | Pontok |
| Csapat             | Pont | Gy         | V          | Sz+     | Sz–     | SzA     | P+     | P–     | PA     |
| ------------------ | ---- | ---------- | ---------- | ------- | ------- | ------- | ------ | ------ | ------ |
| Bulgária (BUL)     | 5    | 2          | 1          | 7       | 4       | 1,750   | 138    | 104    | 1,327  |
| Magyarország (HUN) | 5    | 2          | 1          | 8       | 6       | 1,333   | 161    | 170    | 0,947  |
| Románia (ROU)      | 5    | 2          | 1          | 7       | 7       | 1,000   | 157    | 153    | 1,026  |
| Brazília (BRA)     | 3    | 0          | 3          | 4       | 9       | 0,444   | 142    | 171    | 0,830  |

| 1980. július 21. 17:30 | Magyarország (HUN)                | 3–2 | Brazília (BRA) |  |
| 1980. július 21. 17:30 | (17–15, 9–15, 15–12, 6–15, 15–12) |     |                |  |

| 1980. július 23. 17:30 | Bulgária (BUL)      | 3–0 | Brazília (BRA) |  |
| 1980. július 23. 17:30 | (15–7, 15–9, 15–12) |     |                |  |

| 1980. július 25. 17:30 | Románia (ROU)                    | 3–2 | Brazília (BRA) |  |
| 1980. július 25. 17:30 | (10–15, 9–15, 15–6, 15–13, 15–6) |     |                |  |

Az 5–8. helyért
| 1980. július 27. 19:30 | Kuba (CUB)         | 3–0 | Brazília (BRA) |  |
| 1980. július 27. 19:30 | (15–2, 15–5, 15–6) |     |                |  |

A 7. helyért
| 1980. július 29. 16:00 | Brazília (BRA)       | 3–0 | Románia (ROU) |  |
| 1980. július 29. 16:00 | (15–8, 15–12, 15–12) |     |               |  |

| Csapat         | Helyezés |
| -------------- | -------- |
| Brazília (BRA) | 7.       |

## Sportlövészet
Nyílt
| Versenyző         | Versenyszám          | Pont | Helyezés |
| ----------------- | -------------------- | ---- | -------- |
| Fernando Gomes    | Gyorstüzelő pisztoly | 588  | 19.      |
| Sylvio Carvalho   | Szabadpisztoly       | 558  | 9.       |
| Durval Guimarães  | Sportpuska, fekvő    | 592  | 25.      |
| Waldemar Capucci  | Sportpuska, fekvő    | 591  | 32.      |
| Marcos José Olsen | Trap                 | 187  | 18.      |

## Súlyemelés
| Versenyző        | Versenyszám | Szakítás | Szakítás | Lökés                    | Lökés                    | Összesen | Helyezés |
| Versenyző        | Versenyszám | Eredmény | Helyezés | Eredmény                 | Helyezés                 | Összesen | Helyezés |
| ---------------- | ----------- | -------- | -------- | ------------------------ | ------------------------ | -------- | -------- |
| Durval de Moraes | 52 kg       | 80,0     | 18.      | 107,5                    | 14.                      | 187,5    | 16.      |
| Paulo de Sene    | 60 kg       | 100,0    | 14.      | érvényes kísérlet nélkül | érvényes kísérlet nélkül | kiesett  | kiesett  |

## Torna
| Versenyző         | Versenyszám      | Selejtező | Selejtező | Döntő    | Döntő    |
| Versenyző         | Versenyszám      | Pontszám  | Helyezés  | Pontszám | Helyezés |
| ----------------- | ---------------- | --------- | --------- | -------- | -------- |
| João Luiz Ribeiro | Talaj            | 18,20     | 53.       | kiesett  | kiesett  |
| João Luiz Ribeiro | Ugrás            | 18,65     | 56.       | kiesett  | kiesett  |
| João Luiz Ribeiro | Korlát           | 17,05     | 63.       | kiesett  | kiesett  |
| João Luiz Ribeiro | Nyújtó           | 17,65     | 61.       | kiesett  | kiesett  |
| João Luiz Ribeiro | Gyűrű            | 17,35     | 63.       | kiesett  | kiesett  |
| João Luiz Ribeiro | Lólengés         | 16,85     | 63.       | kiesett  | kiesett  |
| João Luiz Ribeiro | Egyéni összetett | 105,75    | 64.       | kiesett  | kiesett  |

Női
| Versenyző     | Versenyszám      | Selejtező | Selejtező | Döntő    | Döntő    |
| Versenyző     | Versenyszám      | Pontszám  | Helyezés  | Pontszám | Helyezés |
| ------------- | ---------------- | --------- | --------- | -------- | -------- |
| Cláudia Costa | Talaj            | 17,50     | 56.       | kiesett  | kiesett  |
| Cláudia Costa | Ugrás            | 18,20     | 47.       | kiesett  | kiesett  |
| Cláudia Costa | Felemás korlát   | 17,60     | 59.       | kiesett  | kiesett  |
| Cláudia Costa | Gerenda          | 17,25     | 60.       | kiesett  | kiesett  |
| Cláudia Costa | Egyéni összetett | 70,55     | 56.       | 69,775   | 31.      |

## Úszás
Férfi
| Versenyző                                                                         | Versenyszám            | Előfutam | Előfutam | Előfutam | Elődöntő | Elődöntő | Elődöntő | Döntő   | Döntő    |
| Versenyző                                                                         | Versenyszám            | Idő      | Hely.    | Össz.    | Idő      | Hely.    | Össz.    | Idő     | Helyezés |
| --------------------------------------------------------------------------------- | ---------------------- | -------- | -------- | -------- | -------- | -------- | -------- | ------- | -------- |
| Cyro Delgado                                                                      | 200 m gyors            | 1:54,59  | 5.       | 19.      |          |          |          | kiesett | kiesett  |
| Cyro Delgado                                                                      | 100 m gyors            | 53,00    | 6.       | 26.      | kiesett  | kiesett  | kiesett  | kiesett | kiesett  |
| Jorge Fernandes                                                                   | 100 m gyors            | 52,51    | 4.       | 14.      | 52,91    | 8.       | 16.      | kiesett | kiesett  |
| Jorge Fernandes                                                                   | 200 m gyors            | 1:54,32  | 3.       | 16.      |          |          |          | kiesett | kiesett  |
| Marcelo Jucá                                                                      | 400 m gyors            | 4:03,92  | 4.       | 20.      |          |          |          | kiesett | kiesett  |
| Marcelo Jucá                                                                      | 1500 m gyors           | 16:01,11 | 5.       | 15.      |          |          |          | kiesett | kiesett  |
| Djan Madruga                                                                      | 1500 m gyors           | 15:56,20 | 6.       | 14.      |          |          |          | kiesett | kiesett  |
| Djan Madruga                                                                      | 400 m gyors            | 3:55,69  | 1.       | 3.       |          |          |          | 3:54,15 | 4.       |
| Djan Madruga                                                                      | 400 m vegyes           | 4:28,77  | 1.       | 7.       |          |          |          | 4:26,81 | 5.       |
| Ricardo Prado                                                                     | 400 m vegyes           | 4:31,69  | 3.       | 12.      |          |          |          | kiesett | kiesett  |
| Ricardo Prado                                                                     | 100 m hát              | 1:01,03  | 6.       | 28.      | kiesett  | kiesett  | kiesett  | kiesett | kiesett  |
| Rômulo Arantes Filho                                                              | 100 m hát              | 57,90    | 2.       | 3.       | 58,21    | 5.       | 11.      | kiesett | kiesett  |
| Sérgio Ribeiro                                                                    | 100 m mell             | 1:06,71  | 5.       | 16.      |          |          |          | kiesett | kiesett  |
| Marcus Mattioli                                                                   | 100 m pillangó         | 57,96    | 5.       | 24.      | kiesett  | kiesett  | kiesett  | kiesett | kiesett  |
| Marcus Mattioli                                                                   | 200 m gyors            | 1:54,39  | 3.       | 17.      |          |          |          | kiesett | kiesett  |
| Marcus Mattioli                                                                   | 200 m pillangó         | 2:06,87  | 3.       | 18.      |          |          |          | kiesett | kiesett  |
| Cláudio Kestener                                                                  | 200 m pillangó         | 2:08,65  | 6.       | 20.      |          |          |          | kiesett | kiesett  |
| Cláudio Kestener                                                                  | 100 m pillangó         | 57,65    | 4.       | 20.      | kiesett  | kiesett  | kiesett  | kiesett | kiesett  |
| Jorge Fernandes Marcus Mattioli Cyro Delgado Djan Madruga                         | 4 × 200 m gyorsváltó   | 7:32,81  | 2.       | 3.       |          |          |          | 7:29,30 |          |
| Rômulo Arantes Filho Sérgio Ribeiro Cláudio Kestener Jorge Fernandes Cyro Delgado | 4 × 100 m vegyes váltó | 3:53,32  | 6.       | 8.       |          |          |          | 3:53,24 | 8.       |

## Vitorlázás
Nyílt
| Versenyző                               | Versenyszám     | Futam | Futam  | Futam  | Futam  | Futam | Futam  | Futam | Pontszám | Helyezés |
| Versenyző                               | Versenyszám     | 1     | 2      | 3      | 4      | 5     | 6      | 7     | Pontszám | Helyezés |
| --------------------------------------- | --------------- | ----- | ------ | ------ | ------ | ----- | ------ | ----- | -------- | -------- |
| Cláudio Biekarck                        | Finn dingi      | 15,0  | 10,0   | 0,0    | (19,0) | 15,0  | 10,0   | 3,0   | 53,0     | 4.       |
| Eduardo Penido Marcos Soares            | 470-es osztály  | 3,0   | 0,0    | 11,7   | 0,0    | 10,0  | (16,0) | 11,7  | 36,4     |          |
| Peter Erzberger Eduardo de Souza        | Csillaghajó     | 15,0  | (17,0) | 14,0   | 14,0   | 15,0  | 17,0   | 10,0  | 85,0     | 9.       |
| Alexander Welter Lars Sigurd Bjorkstrom | Tornádó         | 5,7   | 0,0    | 5,7    | (11,7) | 0,0   | 0,0    | 10,0  | 21,4     |          |
| Gastão Brun Roberto Souza Vicente Brun  | Soling          | 8,0   | (13,0) | 3,0    | 5,7    | 13,0  | 5,7    | 11,7  | 47,1     | 6.       |
| Manfred Kaufmann Reinaldo Conrad        | Repülő hollandi | 5,7   | 10,0   | (15,0) | 13,0   | 10,0  | 11,7   | 13,0  | 63,4     | 8.       |